# Dendrobium catillare
Dendrobium catillare är en orkidéart som beskrevs av Heinrich Gustav Reichenbach. Dendrobium catillare ingår i släktet Dendrobium, och familjen orkidéer. Inga underarter finns listade i Catalogue of Life.